# Monti Gemelli
I Monti Gemelli sono un piccolo massiccio montuoso costituito da due rilievi: la Montagna dei Fiori e la Montagna di Campli; si eleva all'interno del parco nazionale del Gran Sasso e Monti della Laga, nel territorio della provincia di Teramo, in Abruzzo, e spinge una pendice nel comune di Ascoli Piceno, nelle Marche.
Posto all'estremità orientale della catena dei Monti della Laga, si differenzia profondamente da questa per le caratteristiche geologiche.
Il nome deriva dal fatto che i due rilievi, visti dalla Valle del Tordino, mostrano sagome simili.

## Descrizione

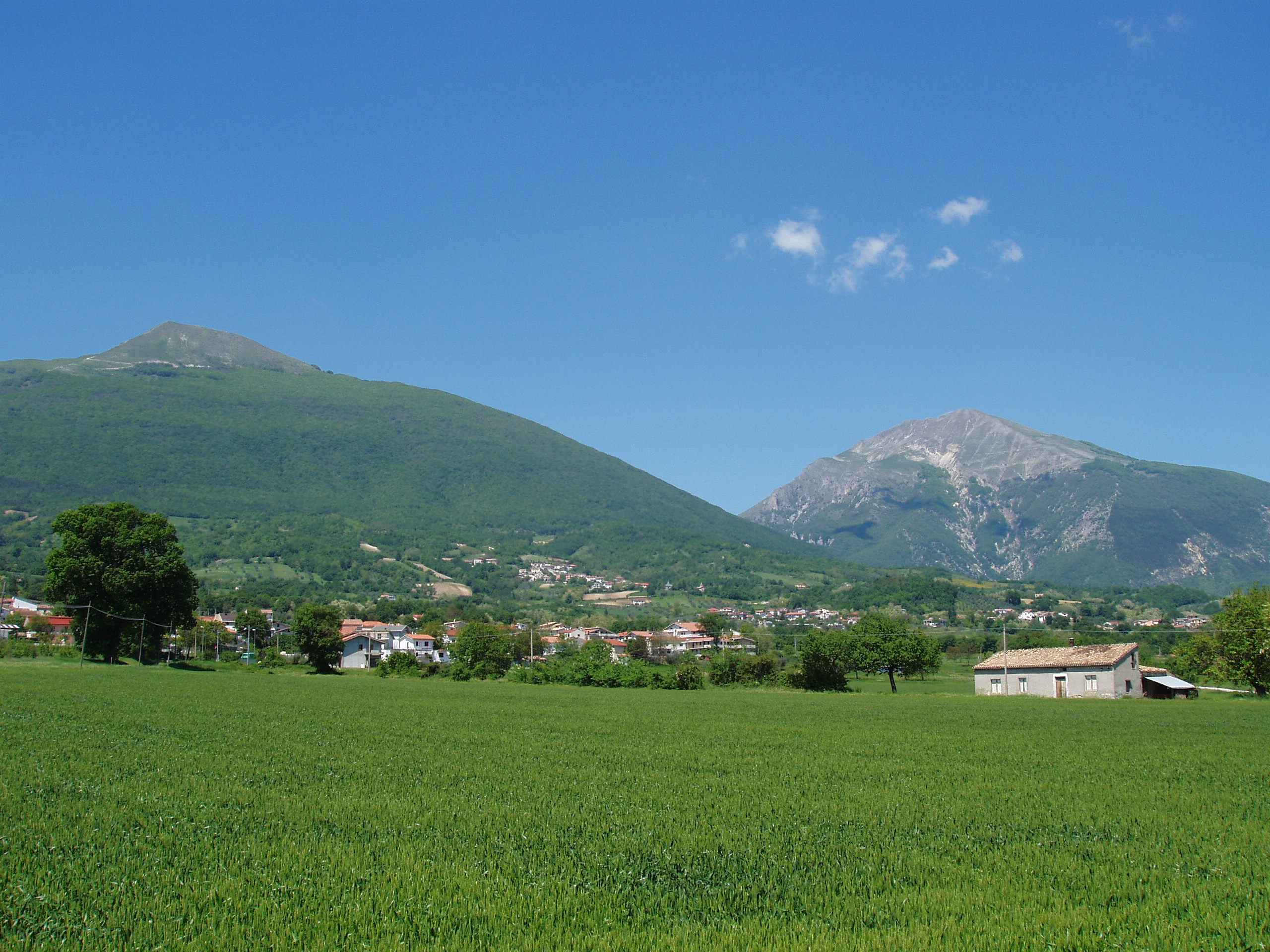
Monti Gemelli: a sinistra la Montagna di Campli, a destra la Montagna dei Fiori

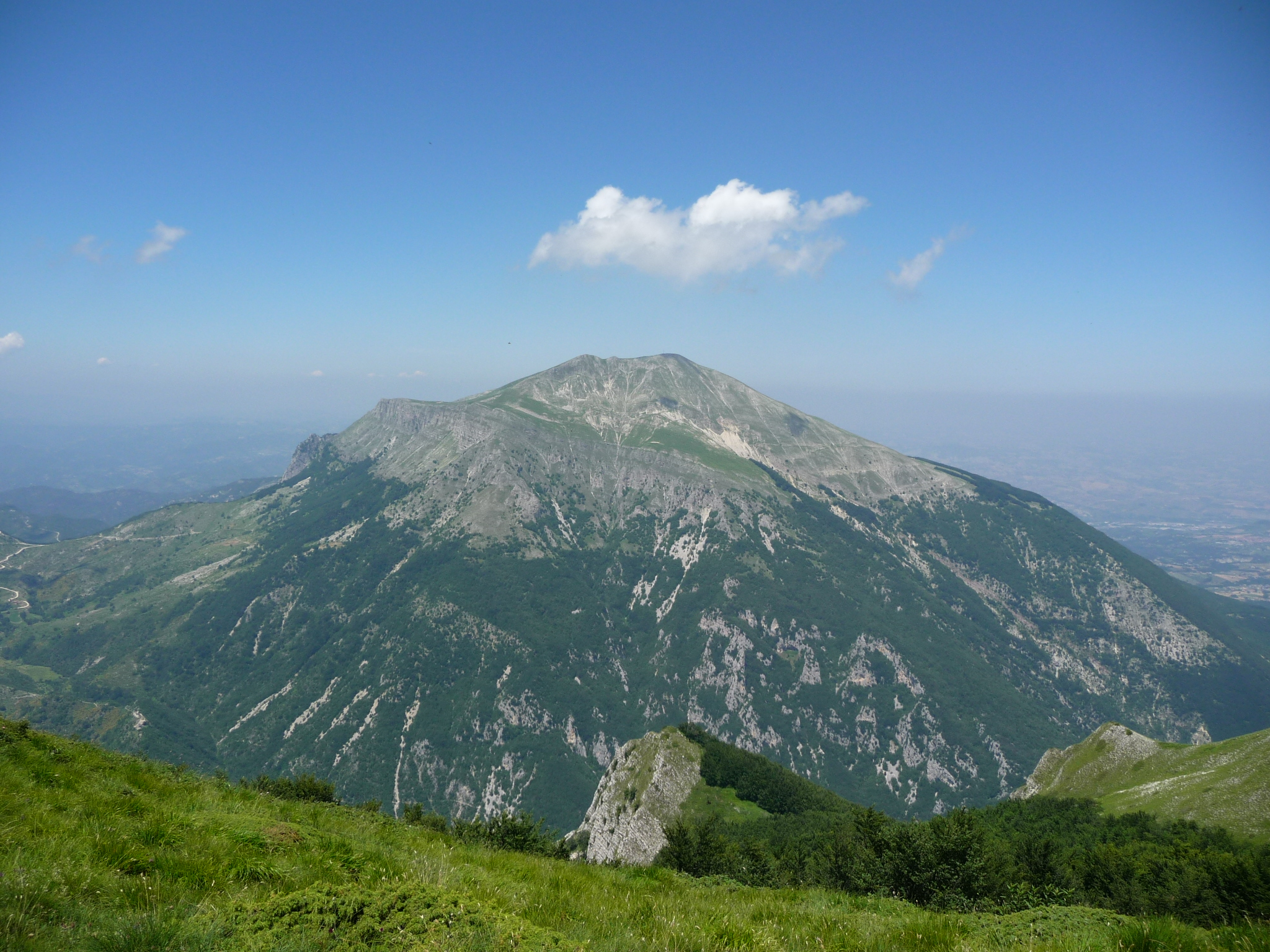
Montagna dei Fiori vista dalla Montagna di Campli

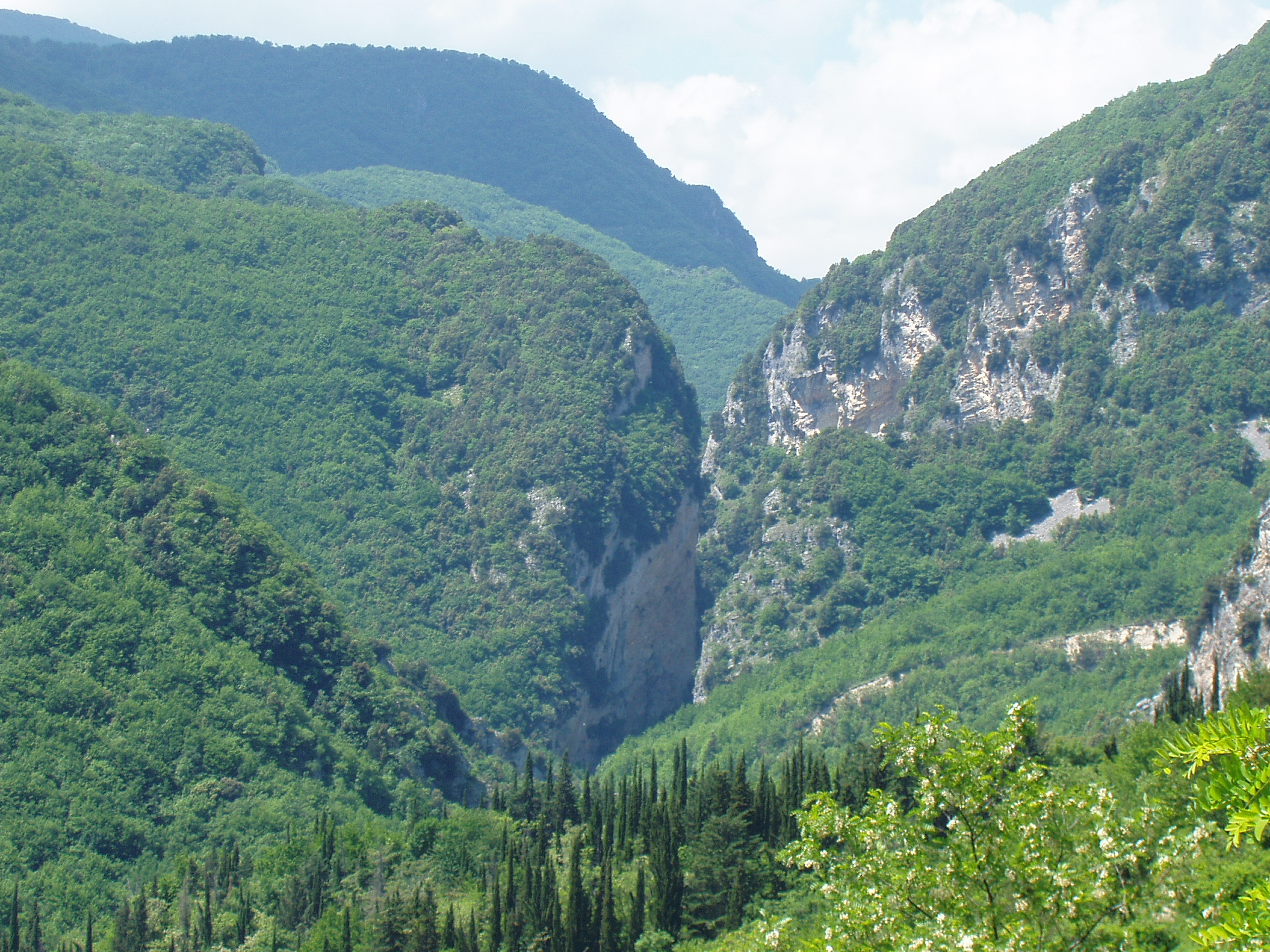
Le Gole del Salinello tra i Monti Gemelli

I due rilievi che formano il massiccio sono separati dalla gola scavata dal fiume Salinello;  la vetta più a nord, la Montagna dei Fiori, che inoltra una pendice nel territorio della Provincia di Ascoli Piceno, ospita la località sciistica di San Giacomo, una delle tre località sciistiche della Provincia di Teramo, le altre sono i Prati di Tivo e Prato Selva.

### Montagna dei Fiori
Situata all'estremità orientale del gruppo dei Monti della Laga, all'interno dei comuni di Valle Castellana, Civitella del Tronto ed Ascoli Piceno, dista circa 20 km da Ascoli Piceno (San Giacomo di Valle Castellana è a 18 km) ed è raggiungibile attraverso la strada del Colle San Marco. Il gruppo ha due vette principali, dette monte Girella (1.814 m) e monte Piselli (1.676 m), entrambe appartenenti all'Abruzzo; la prima, sul versante meridionale, è meta di scalatori professionisti, ma sul nato nord e nord ovest è agevolmente raggiungibile nel periodo estivo anche da escursionisti non particolarmente equipaggiati; la seconda è una frequentata meta turistica invernale degli ascolani per via dei suoi impianti sciistici.
Ospita, a circa 1.110 m s.l.m., il paesino di San Giacomo, punto di ritrovo per innumerevoli escursioni e luogo dove si trovano anche le principali strutture turistico-ricettive aperte sia d'estate che d'inverno; a quota 1.426 m sono infatti presenti gli impianti sciistici, consistenti in una seggiovia e marciapiede mobile che raggiungono quota 1.643 m, meta di molti amatori, raggiungibili attraverso una strada carrozzabile non asfaltata. Dalla vetta del monte è possibile scorgere il Monte Conero e, nelle giornate estive più serene, le isole e le coste dalmate nei pressi di Spalato; a sua volta la Montagna dei Fiori, che dista appena 30 km in linea d'aria dal mare, è visibile dalla costa adriatica, dalla foce del Tordino a da quella del Tronto.

### Montagna di Campli
Situata all'estremità orientale della catena dei Monti della Laga, nel territorio dei comuni di Campli, Valle Castellana e Civitella del Tronto; forma una mezzaluna con la profonda gola del Fosso Bianco che separa i due rilievi principali: il Monticchio (1.442 m) che domina l'abitato di Battaglia e il Monte Foltrone (1.718 m), dal quale si gode  di un ampio panorama sia della costa sia delle catene montuose dell'entroterra. La Valle degli Scoiattoli presenta imponenti pareti di compatta roccia calcarea, che ricorda quella del Corno Piccolo e sulle quali è possibile praticare l'arrampicata.

### Gole del Salinello
Le Gole del Salinello sono delle gole, situate in provincia di Teramo, in Abruzzo, nel territorio del massiccio dei Monti Gemelli, scavate dal fiume Salinello, rappresentando tra i maggiori esempi di erosione dell'appennino centrale. All'interno è istituita la Riserva regionale Gole del Salinello.

## Galleria d'immagini

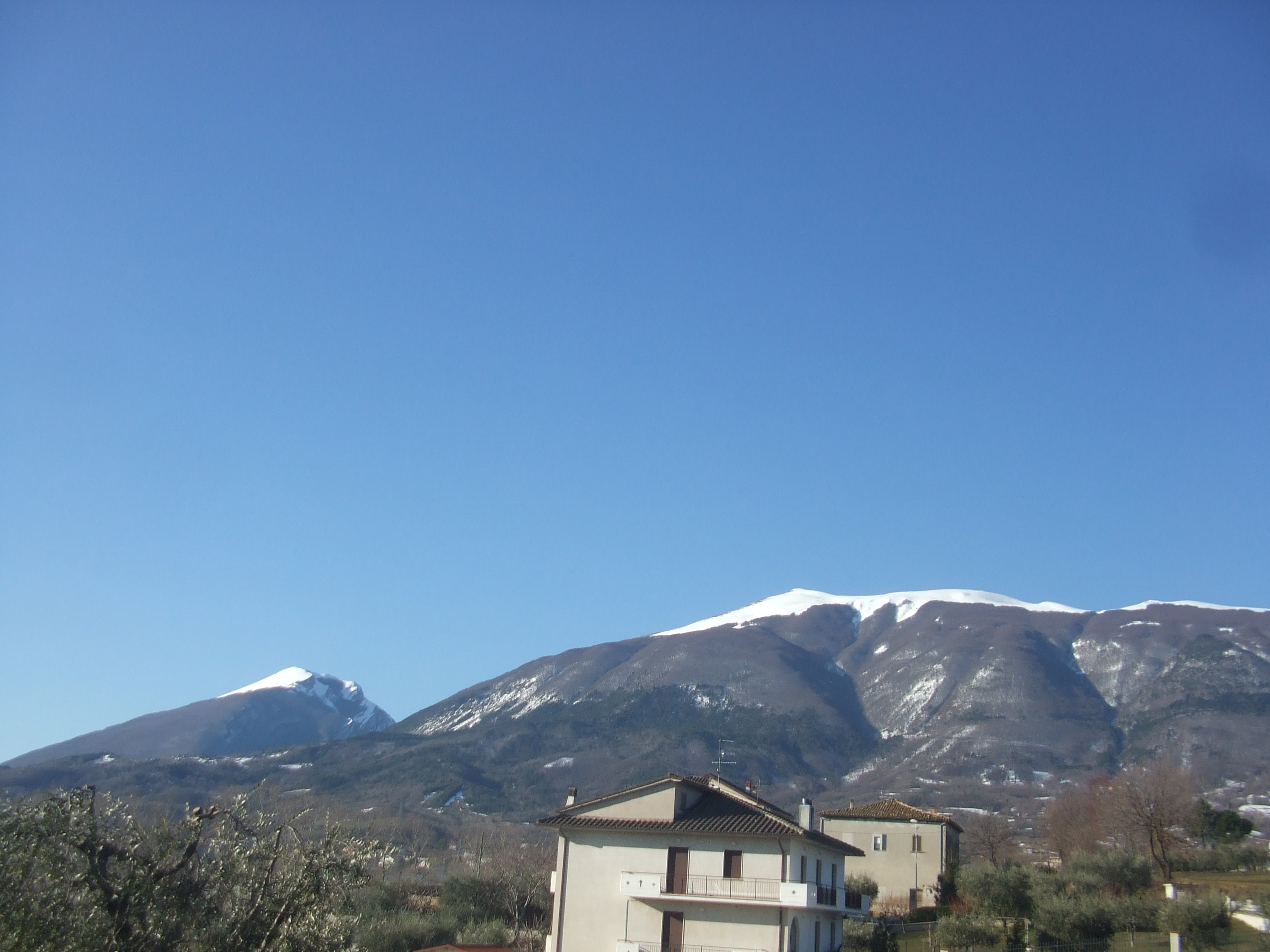
La Montagna dei Fiori (a destra) e la Montagna di Campli (a sinistra)
Vista panoramica di Monteprandone, sullo sfondo le cime innevate dei Monti Gemelli
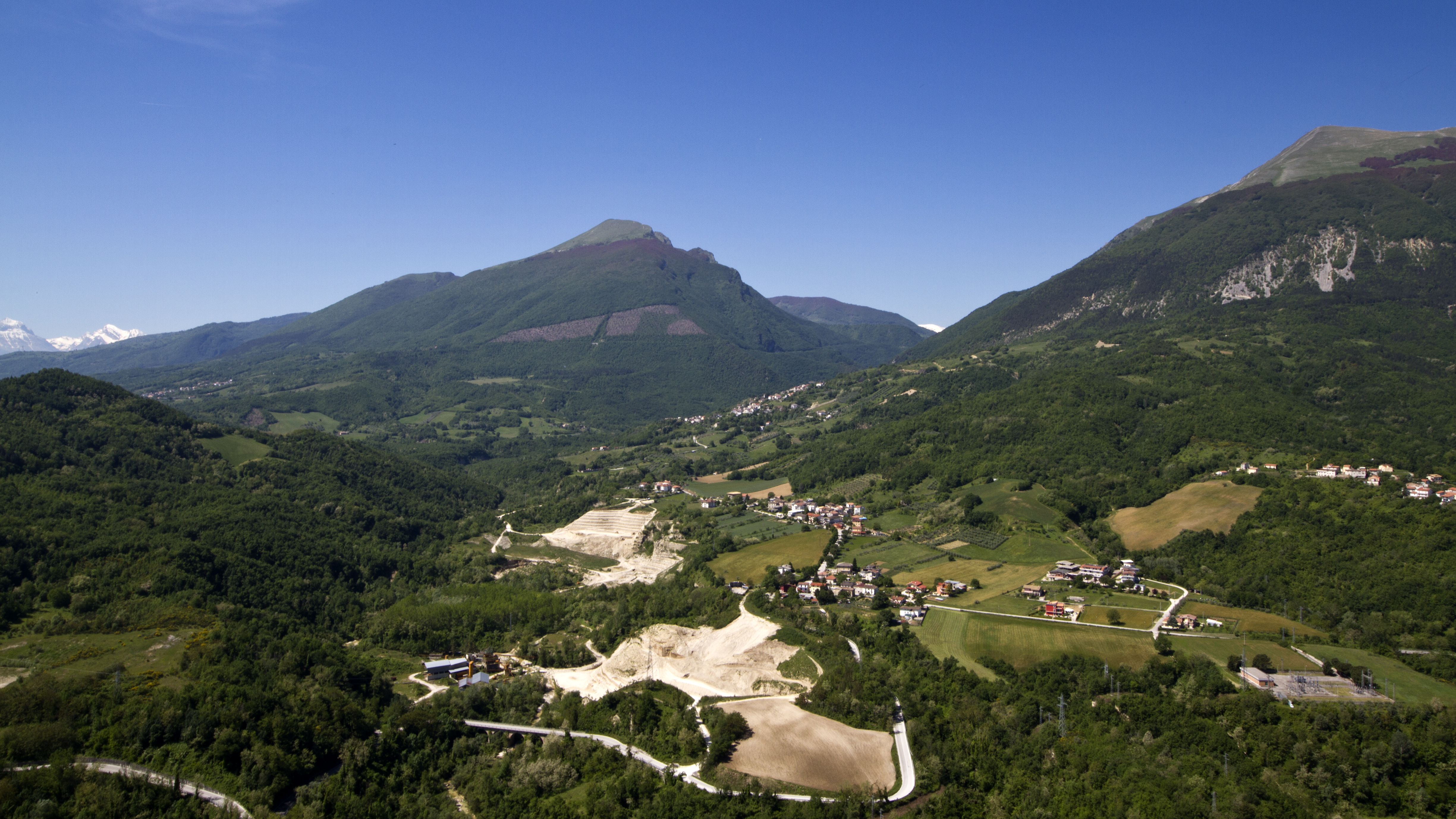
Vista primaverile da Civitella del Tronto
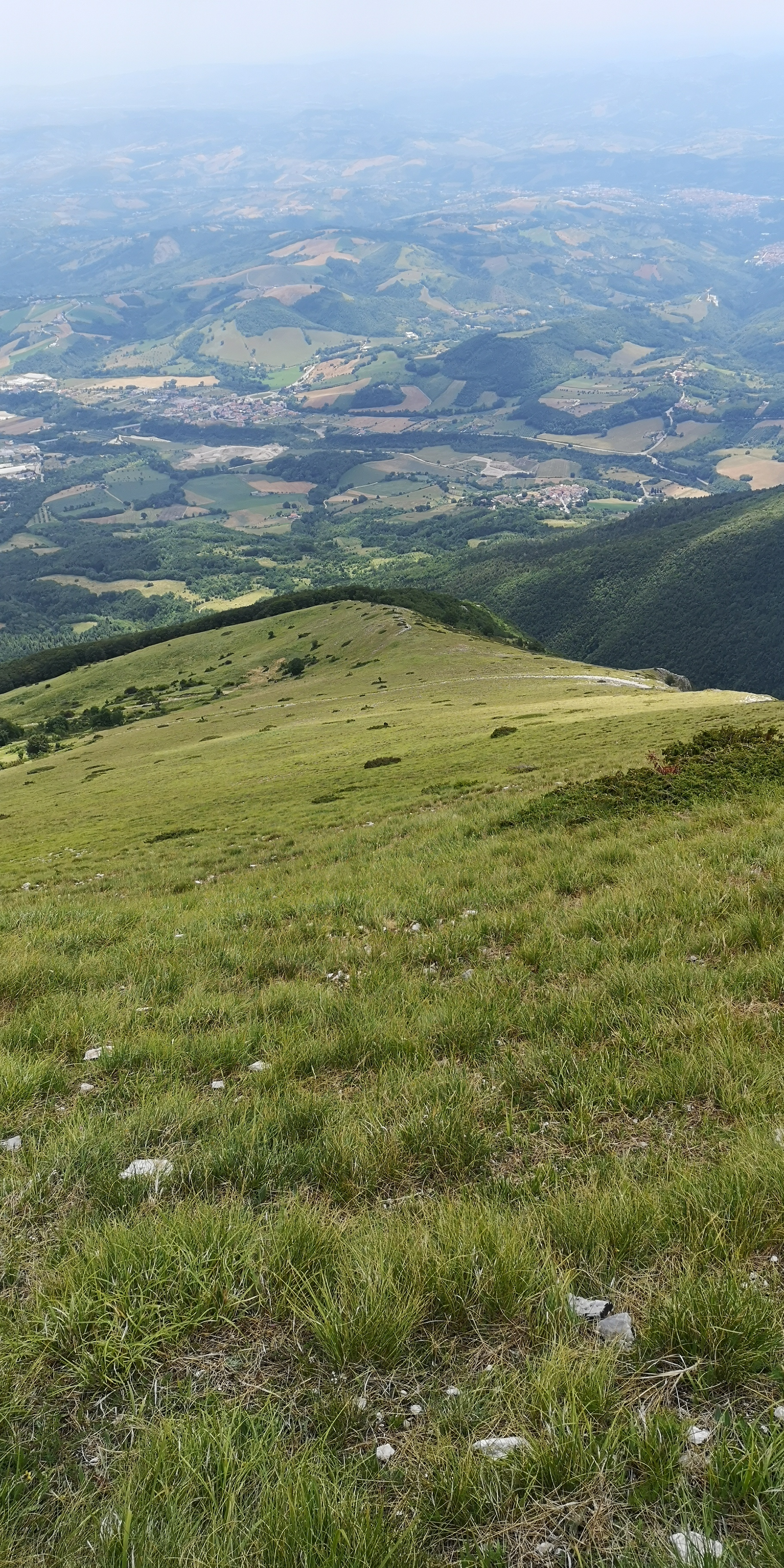
Panorama dalla vetta del Monte Foltrone
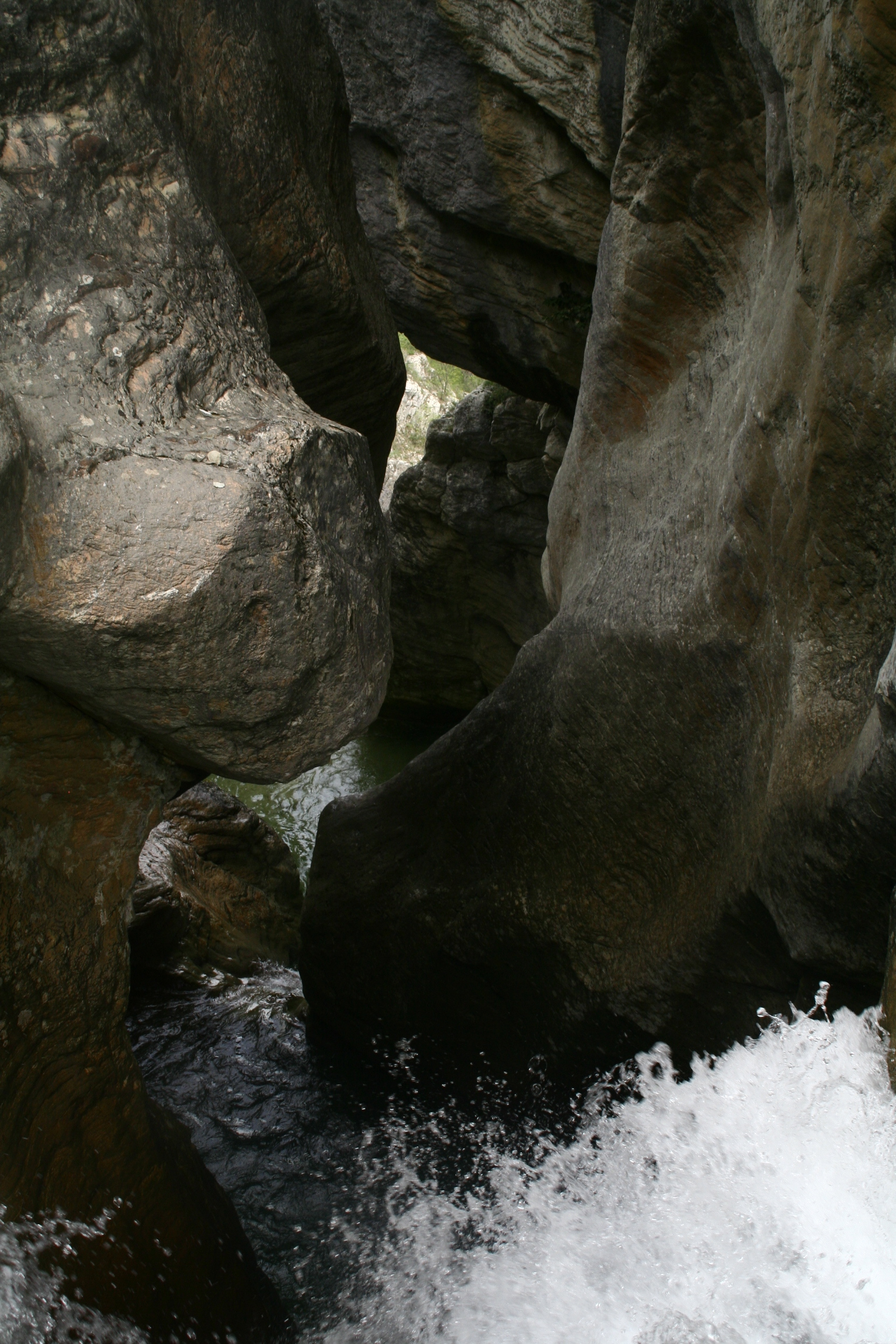
Cascata delle Gole dall'alto
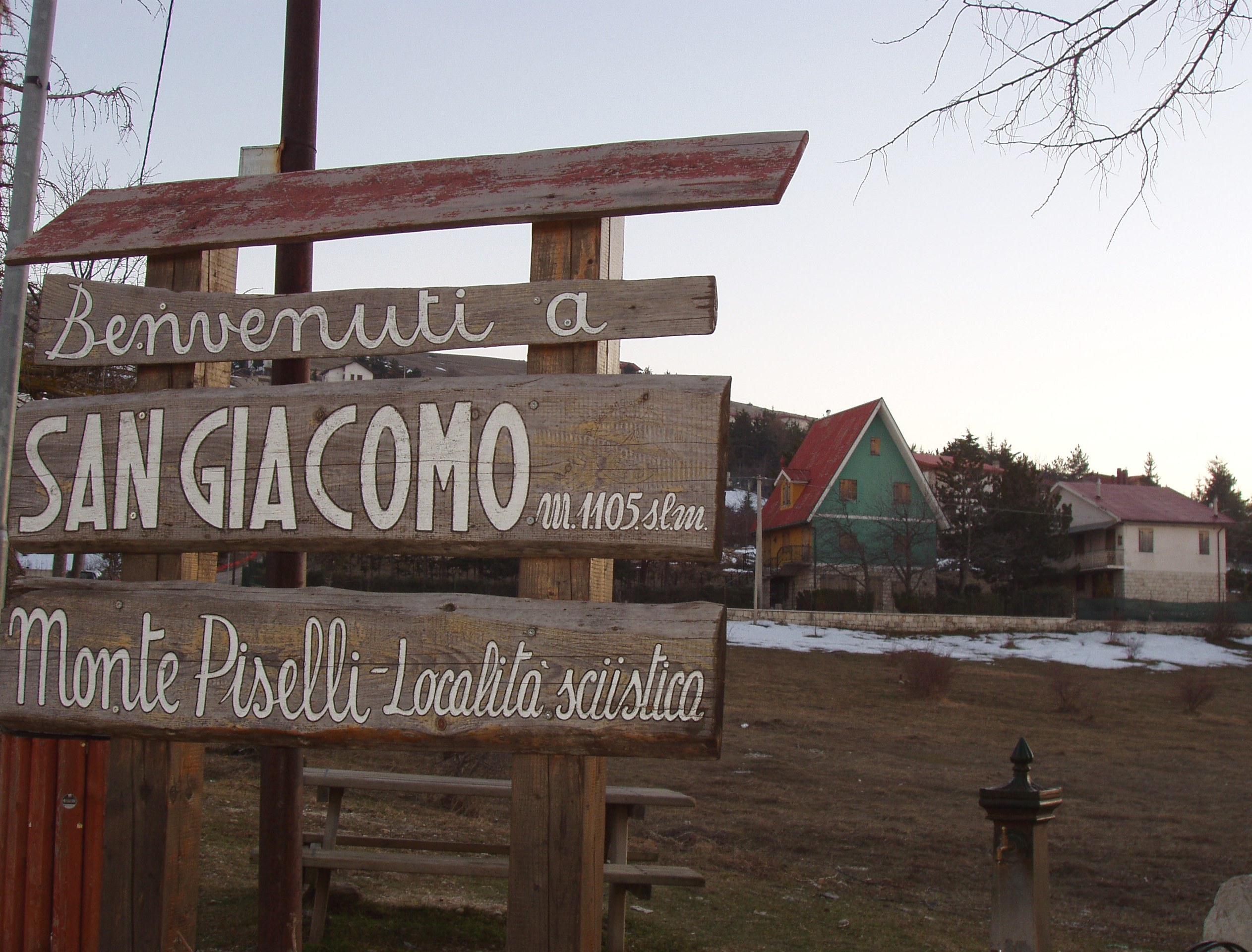
San Giacomo